# Gare de Châteauneuf - Bujaleuf
Gare de Châteauneuf - Bujaleuf vasútállomás Franciaországban, Neuvic-Entier településen.

## Vasútvonalak
Az állomást az alábbi vasútvonalak érintik:
- Palais-Eygurande-Merlines-vasútvonal

## Kapcsolódó állomások
A vasútállomáshoz az alábbi állomások vannak a legközelebb:
- Gare de Saint-Denis-des-Murs
- Gare d’Eymoutiers-Vassivière